# Assembly
Assembly je šesté album od norské kapely Theatre of Tragedy.

## Seznam skladeb
1. „Automatic Lover“ – 4:26
2. „Universal Race“ – 3:29
3. „Episode“ – 3:35
4. „Play“ – 3:24
5. „Superdrive“ – 3:48
6. „Let You Down“ – 2:55
7. „Starlit“ – 4:07
8. „Envision“ – 3:51
9. „Flickerlight“ – 3:45
10. „Liquid Man“ – 4:17
11. „Motion“ – 4:42
12. „You Keep Me Hanging On“ – 3:59